# Above the Noise
Above the Noise é o quinto álbum da banda britânica McFly, lançado em novembro de 2010. O álbum marca o retorno da banda para a gravadora que lançou seus três primeiros álbuns, a Island, e uma mudança em seu estilo musical.
Foi certificado Prata pela British Phonographic Industry em 10 de dezembro de 2010, pela venda de mais de 60 mil cópias no Reino Unido.

## Singles
- Seu primeiro single, "Party Girl", foi lançado em setembro de 2010, e estreou na sexta posição da UK Singles Chart e na #31 da Irish Singles Chart.[5] Composta pela banda com Dallas Austin e produzida pelo último, o single tem estilo eletrônico e teve seu vídeo divulgado em 19 de agosto de 2009.[6]
- "Shine a Light" foi o segundo single do álbum, lançado em 7 de novembro no iTunes e no dia seguinte como CD single. Produzida por Taio Cruz, seu vídeo foi gravado no dia 21 de setembro, com a participação de fãs da banda, que seguiram pistas enviadas pelos artistas através do Twitter para localizar a área de gravação.[7] O vídeo foi lançado em 8 de outubro de 2010, com a participação de Taio Cruz.[8]
- "That's the Truth" foi confirmada como terceiro single, com data de lançamento prevista para 6 de março de 2011.[9] O videoclipe do single foi liberado apenas no SuperCity em 25 de janeiro de 2011.[10]

## Precedentes
Em 2009, o McFly viajou para a Austrália para compor e gravar as faixas de seu quinto disco. Após finalizar as gravações, eles retornaram para Londres, mas decidiram que o material "poderia estar em seu último álbum" e "não levou a banda para frente como deveria"; apenas duas dessas dez canções entraram no álbum.
Eles entraram em contato com o compositor e produtor norte-americano Dallas Austin, e viajaram para Atlanta por algumas semanas para trabalhar em novas faixas com ele. Uma delas foi "Party Girl", o primeiro single do álbum. A banda também trabalhou com Taio Cruz.
Above the Noise tem um estilo musical diferente dos álbuns anteriores da banda, com influência de Prince e Michael Jackson. Em 13 de julho de 2010, os integrantes do McFly realizaram uma coletiva de imprensa para apresentar sua nova música, que foi descrita pelo Daily Star como contendo "pesados sintetizadores e batidas sensuais". Nesse dia, foram apresentados trechos das faixas "Party Girl", "Shine a Light", "Nowhere Left to Run" e "I'll Be Your Man", uma balada. Diversas outras faixas, como "Here Comes the Storm" e "Foolish", foram gravadas e vazaram na internet, mas apenas a segunda foi colocada no disco.
A banda distribuiu o álbum, no formato digital, para os fãs que se inscreveram em seu site Super City, com um custo de £6 por mês ou £40-50 por ano. Os inscritos puderam fazer o download a partir de 1 de novembro de 2010, antes do lançamento oficial.

## Faixas
| Edição padrão |                       |                                                                      |                                        |         |  |
| N.º           | Título                | Compositor(es)                                                       | Produtor(es)                           | Duração |  |
| 1.            | "End of the World"    | Tom Fletcher, Danny Jones, Dougie Poynter, Dallas Austin, Jeff Wayne | Dallas Austin                          | 4:01    |  |
| 2.            | "Party Girl"          | Dallas Austin, Tom Fletcher, Danny Jones, Dougie Poynter             | Dallas Austin, Jason Perry             | 3:11    |  |
| 3.            | "If U C Kate"         | Dallas Austin, J. C. Chasez                                          | Dallas Austin                          | 3:39    |  |
| 4.            | "Shine a Light"       | Tom Fletcher, Danny Jones, Taio Cruz                                 | Taio Cruz, Alan Nglish                 | 3:38    |  |
| 5.            | "I'll Be Your Man"    | Tom Fletcher, Danny Jones, Dallas Austin                             | Dallas Austin                          | 4:14    |  |
| 6.            | "Nowhere Left to Run" | Tom Fletcher, Danny Jones, Dougie Poynter, Taio Cruz                 | Taio Cruz, Alan Nglish, Jason Perry    | 3:23    |  |
| 7.            | "I Need a Woman"      | Tom Fletcher, Danny Jones, Dougie Poynter                            | Dallas Austin                          | 3:59    |  |
| 8.            | "That's the Truth"    | Dallas Austin, Danny Jones, Tom Fletcher, Harry Judd, Dougie Poynter | Dallas Austin, Jason Perry, Adam Noble | 3:52    |  |
| 9.            | "Take Me There"       | Dallas Austin, Danny Jones, Tom Fletcher, Harry Judd, Dougie Poynter | Dallas Austin                          | 3:43    |  |
| 10.           | "This Song"           | Tom Fletcher, Danny Jones                                            | Dallas Austin                          | 4:06    |  |
| 11.           | "Foolish"             | Dallas Austin, Naz Tokio, Tom Fletcher, Danny Jones                  | Dallas Austin, Naz Tokio               | 4:22    |  |

| Bônus no iTunes |                              |         |  |
| N.º             | Título                       | Duração |  |
| 12.             | "Party Girl" (videoclipe)    | 3:30    |  |
| 13.             | "Shine a Light" (videoclipe) | 3:45    |  |

## Recepção da crítica
| Críticas profissionais  | Críticas profissionais |
| Avaliações da crítica   | Avaliações da crítica  |
| Fonte                   | Avaliação              |
| ----------------------- | ---------------------- |
| BBC                     | (favorável)            |
| Entertainment-focus.com | (positiva)             |
| Holy Moly               | (negativa)             |
| Indie London            | [ 27 ]                 |
| London Evening Standard | [ 28 ]                 |
| Music News Daily        | [ 29 ]                 |
| OK! Magazine            | [ 30 ]                 |
| The Scotsman            | [ 31 ]                 |
| Virgin Media            | [ 32 ]                 |

O Entertainment-focus.com publicou uma crítica dizendo que esse era "o melhor disco já lançado pelo McFly", chamando-o de "coeso" e selecionando as faixas "iF U C Kate" e "I'll Be Your Man" como seus momentos mais fortes. No The Scotsman, David Pollock concordou que era "sem dúvida, a melhor gravação já feita pela banda", mas disse que "ainda é voltado diretamente para quem gosta de seu pop liso e sem desafios". David Smyth escreveu no jornal britânico London Evening Standard que a mudança no estilo do McFly "poderia ser um risco, mas não com faixas como 'End of the World' e 'I Need a Woman'. [...] 'If U C Kate' é um sorriso radiante de canção que merece ser número um por meses".
Na BBC, Iain Moffaft escreveu que a banda "não está apenas de volta, como garantiu um futuro para si", e a OK! Magazine publicou que "[...] seria fácil acusá-los de partir para o que é mais popular para ganhar mais dinheiro, mas estamos felizes, porque essa é a melhor coisa que já fizeram", recomendando a faixa "End of the World" como a melhor do disco. Jack Foley disse no Indie London que o Above the Noise era "muito divertido de se escutar e um dos melhores álbuns pop que já ouvi esse ano" e que "mostra mais ambição, criatividade e diversidade do que todos os álbuns anteriores [da banda] combinados". Ele continuou dizendo que "tem synth pop, referências aos anos 80, influências de Prince e Michael Jackson, assim como o pop rock que os ajudou a definir a banda que foram nos últimos anos - apenas com um brilho mais maduro", mas que devia "admitir, liricamente é para aqueles menos exigentes, [...] porém, é fácil esquecer essa transgressão".
Emma Dawson, do Music News Daily, chamou-o de "regular" e criticou o uso de auto-tune em algumas partes, dizendo que "Danny e Tom sabem cantar e não precisam desses artifícios que várias bandas pop usam". Ela finalizou dizendo que "Above the Noise talvez seja uma mudança bem-vinda, [...] mas eu ainda prefiro ouvir Room on the 3rd Floor e Wonderland para lembrar da banda pop que eles eram e que desejo secretamente que ainda fossem". No Virgin Media, Johnny Dee afirmou que "Above the Noise tem uma sonoridade madura que às vezes resulta em um louco encontro de Duran Duran com Muse para completar o clímax da ópera rock War of the Worlds, como pode ser visto na faixa de abertura 'End of the World'". Ele elogiou "Shine a Light", mas disse que "infelizmente, o resto do álbum é preenchido com a emo-pop, que parece inspirada em Twilight, 'Nowhere Left to Run' e baladas rock antiquadas como 'I Need a Woman'. Em uma crítica negativa, o Holly Moly concluiu que "o quinto álbum do McFly soa como o terceiro álbum de uma boyband  que já havia ido mal com o segundo. Verdadeiramente horrível".

## Paradas musicais
| Parada (2010)                  | Melhor posição |
| ------------------------------ | -------------- |
| Espanha (Spanish Albums Chart) | 15             |
| Irlanda (Irish Albums Chart)   | 79             |
| México (Mexican Albums Chart)  | 100            |
| Reino Unido (UK Albums Chart)  | 20             |

| Região      | Fornecedor | Certificação | Vendas  |
| ----------- | ---------- | ------------ | ------- |
| Reino Unido | BPI        | Prata        | 60.000+ |

## Histórico de lançamento
| País        | Data                   | Gravadora       |
| ----------- | ---------------------- | --------------- |
| Reino Unido | 15 de novembro de 2010 | Island Records  |
| Portugal    | 15 de novembro de 2010 | Universal Music |
| Irlanda     | 15 de novembro de 2010 | Universal Music |
| Espanha     | 16 de novembro de 2010 | Universal Music |
| Alemanha    | 19 de novembro de 2010 | Universal Music |
| Brasil      | 30 de novembro de 2010 | Universal Music |
| Austrália   | 10 de dezembro de 2010 | Universal Music |